# Jens Peter Dahl-Jensen

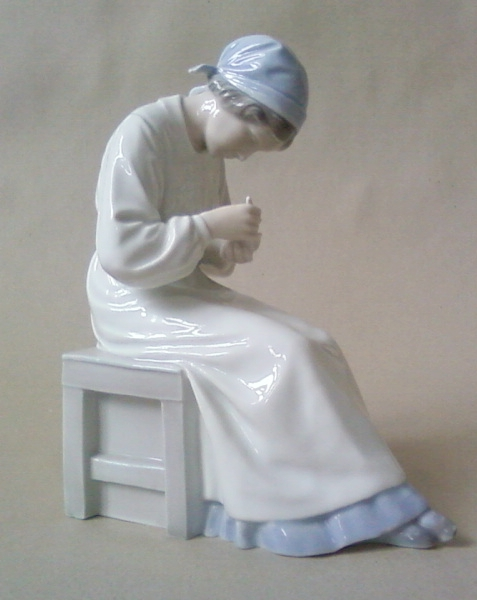
Porzellanmalerin, um 1915, Bing & Grøndahl

Jens Peter Dahl-Jensen (eigentlich Jens Peter Jensen; * 23. Juli 1874 in Nibe; † 12. Dezember 1960 in Kopenhagen) war ein dänischer Bildhauer. 1926 wechselte er den Nachnamen von Jensen zu Dahl-Jensen.
Dahl-Jensen studierte von 1894 bis 1897 an der Akademie der schönen Künste in Kopenhagen. Von 1897 bis 1917 war er Modellmeister der Porzellanfirma Bing & Grøndahl in Kopenhagen und von 1917 bis 1925 künstlerischer Direktor der Porzellanfabrik Norden ebenfalls in Kopenhagen.
Dahl-Jensen gestaltete Raubtier-Kleinplastiken aus Bronze, bekannt wurde er aber für seine Figuren, insbesondere Tierfiguren aus Porzellan mit Unterglasurmalerei für Bing & Grøndahl. Er war der meistbeschäftigte Tiermodelleur seiner Firma, einige seiner vom Jugendstil geprägten lebendigen Figuren werden noch heute bei Royal Copenhagen hergestellt. 1925 machte er sich selbständig in Husum, gründete im selben Jahr die Dahl-Jensens Porcelainfabrik, Kopenhagen, die sehr viel exportierte, hauptsächlich in die USA und nach Italien.  Neben Tierfiguren modellierte er hier von 1930 bis 1958 einige ungewöhnliche orientalische Figurinen mit satten und kräftigen Unterglasuren.  In dem Familienunternehmen arbeiteten auch seine Frau Martha Dahl-Jensen und sein Sohn Georg Dahl-Jensen, der die Produktion bis 1981 weiterführte und das Unternehmen nach dem Verkauf des Bestands 1984 schloss.